# Старчук Іван Данилович
Іван Данилович Старчук (11 травня 1894, c. Пилипи, нині Коломийський район Івано-Франківської області — 12 листопада 1950, Львів) — український археолог, мистецтвознавець, педагог, автор понад 100 праць з античного мистецтва та давньоруської доби.

## Біографія
Народився 11 травня 1894 року в селі Пилипи Коломийського повіту Коломийського повіту в бідній селянській родині. Попри складне сімейне та матеріальне становище у 8 років вступив на навчання до початкової школи в рідному селі, де в той час працювала відома в Галичині народна вчителька Юлія Шуберт. Вона звернула увагу на здібного хлопця, згодом рекомендувала свого вихованця до Першої коломийської державної гімназії.
У 1913 р. Іван Старчук успішно склав іспити до Вільної академії мистецтв у Львові. У 1925 році закінчив Мистецьку школу Олекси Новаківського.
У серпні 1914 року його мобілізували до українізованих формувань австрійської армії, де перебував у легіоні українських добровольців «Українських січових стрільців» та «Пресовій Квартирі», згодом — четар УГА, у лавах якої втратив око.
У 1921 році успішно склав екзамени з педагогічних предметів й отримав посаду вчителя Народної школи імені Бориса Грінченка у Львові. Одночасно завершив навчання на курсах у Вільній академії мистецтв.
1925 року розпочав навчання на філософському факультеті Львівського університету ім. Яна Казимира, де ґрунтовно вивчав мистецтвознавство. 1930 року закінчив університет, захистив докторську дисертацію на тему: «пол. Rzezby starozytne z Wilanowa» («Стародавня різьба з Вілянова») (1931) й продовжив працювати асистентом і ад'ютантом у професора Е. Булянди на кафедрі класичної археології.
Відвідав різні країни для вивчення музейних збірок та античних пам'яток (1931 р. — Угорщина, Югославія, Греція, Туреччина, Болгарія; 1932 рік — Німеччина, Англія; 1933 — Угорщина, Югославія, Греція, Болгарія, Румунія). Знання багатьох європейських мов давало йому змогу безпосередньо контактувати з визначними дослідниками древнього мистецтва.
У 1940-х роках учений працював завідувачем археологічного музею й викладачем на кафедрі археології Львівського університету та старшим науковим співробітником у відділі слов'яно-руської археології Інституту археології АН УРСР. За цей час брав активну участь у розкопках літописного Галича-Крилоса під керівництвом Ярослава Пастернака та особисто упродовж 1946—1949 рр. керував археологічною експедицією на Пліснеському городищі (поблизу с. Підгірців Бродівського р-ну Львівської обл.).
Помер 12 листопада 1950 року у Львові. Похований на 41 полі Янівського цвинтаря.

### Праці
- 1932 (Дзвони. Ч. 12. — С. 797—798) — Виставка образів українського Товариства прихильників мистецтва;
- 1933 (Дзвони. — Ч. 4. — С. 202—203) — Виставка образів паризької групи;
- 1935 (Дзвони. — Ч. 2/3.- С. 148—149) — В. Залозецький. Церковне мистецтво. Огляд історії старохристиянського мистецтва

### Діяльність
У 1930-х Іван Старчук мав репутацію перспективного молодого науковця в галузі античного мистецтва. 1933 року опублікував наукову працю «Техніка старожитного малярства». Старчук окремо зупиняється на критсько-мікенській техніці стінного малярства і стінному малярстві греків та римлян, виділяє античне станкове малярство й живопис восковими фарбами. Окреме місце автор відводить словнику найуживаніших технічних виразів, пов'язаних із давньою технікою малярства. Продовженням тематики, пов'язаної з малярським мистецтвом, була його стаття під назвою «Концепція орнаменту, його основа і еволюція». В цій праці автором зроблено ряд теоретичних узагальнень, пов'язаних з трактуванням основ створення орнаменту. Старчук вважає, що ужиткове мистецтво має свою психічну і формальну базу в ритмі, його складовими частинами є природні об'єкти, зображені схематично, або геометричні форми, розташовані у фізичному ритмі. Результатом цього творення є художня форма, що відкидає об'єктивний зміст. Починаючи з 1930 року, проявляє зацікавлення краєзнавством, яке згодом переростає в серйозні наукові пошуки. Цей перехід у дослідженнях від античного мистецтва до середньовічних пам'яток України був досить складним і тривалим. Розпочав він із заміток в науково — популярному журналі «Життя і знання». Він здійснив спроби пояснити народні орнаменти, що широко застосовувались у мистецтві.
Багатогранна наукова діяльність Старчука переплітається з педагогічною. Він ґрунтовно досліджує проблему дитячого малюнку. Узагальненням в цьому напрямку роботи була дуже цінна праця, видана у Львові 1936 року «Діти рисують», в якій було теоретично розроблено методику викладання малювання дітям. Будучи викладачем Львівського університету Іван Старчук брав активну участь у процесі створення та організації археологічного музею в 1940 році. З початком німецької окупації Львова діяльність університету, зокрема археологічного музею, припинилася. З відновленням діяльності університету 1944 року і аж до смерті 1950 року І. Старчук активно займався науковою та викладацькою діяльністю. З 1944 р. учений працював на кафедрі археології у Львівському державному університеті ім. І. Франка за сумісництвом на 0,5 ставки, а основним місце роботи був відділ археології АН УРСР (тепер відділ археології Інституту українознавства ім. І. Крип'якевича НАН України).